# The Ronettes
The Ronettes fue un grupo musical femenino estadounidense de la década de 1960, surgido en la ciudad de Nueva York y célebre por sus trabajos dirigidos con el productor musical Phil Spector.  

## Componentes
La banda estaba compuesta por Veronica Bennett como voz principal, quien luego tomó el nombre de Ronnie Spector, su hermana Estelle Bennett y su prima Nedra Talley. Entre sus temas más populares destacan Be My Baby, Baby, I Love You, (The Best Part Of) Breakin' Up y (Walking) in the Rain, canciones que figuraron en el Billboard Hot 100. Walking in the Rain ganó un premio Grammy en 1965, y Be My Baby fue incluido en el Grammy Hall of Fame en 1999. En 2007 fueron incluidas en el Salón de la Fama del Rock and Roll de Cleveland. 

## Inicios (1950-1961)
Las integrantes de la banda habían cantado juntas desde que eran adolescentes, entonces con el nombre de "The Darling Sisters", con el sello Colpix Records en 1961. Se trasladaron después al sello de Phil Spector, Philles Records, en marzo de 1963 y cambiaron su nombre a "The Ronettes". A finales de 1964, el grupo lanzó su único álbum de estudio, Presenting the Fabulous Ronettes, que entró en las listas de Billboard en el número 96. Rolling Stone lo colocó en el número 422 en su lista de los 500 mejores álbumes de la revista.
El grupo fue incluido en el Salón de la Fama del Grupo Vocal en 2004. Las Ronettes fueron el único grupo de chicas que viajó con los Beatles. Tras un receso a mediados de la década de los años 1960, The Ronettes, junto con Spector, se reunieron sin demasiado apoyo del público, debido a que el sonido de los grupos musicales femeninos ya no era el que se demandaba.  
Finalmente, el grupo se disolvió en 1966 luego de tocar como número de apertura para una gira en Estados Unidos y Canadá de los Beatles (que también trabajaron con Spector), llevada a cabo en el verano de 1966. Ronnie Spector se casó con Phil Spector en 1968 y lanzó su carrera de solista tras divorciarse de él en 1973. 
The Ronettes comenzaron como un proyecto familiar mientras las chicas crecían en Washington Heights, Manhattan. Según cuenta Nedra Talley, las chicas comenzaron a cantar durante sus visitas a la casa de su abuela durante su infancia. "Estelle y Veronica son hermanas, yo soy su prima. Nuestras madres eran hermanas. Los sábados por la noche nuestra casa era la casa de nuestra abuela y nos entreteníamos unas a otras".
Cuenta Ronnie Spector: "Cuando tenía 8 años ya estaba haciendo números en nuestros pequeños espectáculos familiares. Entonces Estelle entraba en escena y cantaba una canción, o nos uníamos a Nedra o a mi prima Elaine y hacíamos armonías a tres voces"."
Viendo su interés por el espectáculo, Estelle fue inscrita en Starttime, una popular escuela de baile en los años cincuenta, mientras Ronnie estaba fascinada con Frankie Lymon and the Teenagers.
En 1957, Ronnie formó el grupo que más tarde se convertiría en The Ronettes. Compuesto por Ronnie, su hermana Estelle y sus primas Nedra, Diane y Elaine, las cinco chicas aprendieron a perfeccionar sus armonías (primero en casa de su abuela) y lo consiguieron con canciones como “Goodnight Sweetheart” and “Red Red Robin”. Emulando a Frankie Lymon and the Teenagers, las chicas incluyeron en el grupo a su primo Ira y fueron admitidas en las noches para principiantes de los miércoles en el Teatro Apollo gracias a un amigo de la madre de Ronnie y Estelle. El primer día fue un desastre: cuando la banda del teatro comenzó a tocar la canción "Why Do Fools Fall in Love" de Frankie Lymon, a Ira no le salió una sola palabra, así que Ronnie tuvo que lanzarse a cantar. "Me moví por todo el escenario cantando lo más alto que pude," declaró Ronnie más tarde. "Cuando finalmente escuché unos pocos aplausos, canté todavía más fuerte. Eso hizo que se escucharan más aplausos, que fue todo lo que necesité."
Tras su actuación en el Apollo cuando Ira, Elaine y Diane abandonaron el grupo y Ronnie, Estelle y Nedra comenzaron a recibir clases de canto dos tardes a la semana. El grupo también comenzó a ser conocido como Ronnie and the Relatives, comenzando a cantar en un bar judío. Fue en esos días cuando conocieron a Phil Halikus, quien presentó a las chicas a Stu Phillips, productor en Coldpix Records.

## Colpix Records y The Peppermint Lounge (1961-1963)
Ronnie, Estelle y Nedra fueron presentadas a Stu Phillips, de Colpix Records en 1961. De acuerdo con Ronnie, él tocó el piano mientras ellas realizaban una audición para él cantando «What's So Sweet About Sweet Sixteen». Después de superar la audición, las chicas entraron por primera vez en el estudio de grabación, en junio de 1961, donde grabaron cuatro canciones: «I Want a Boy», «What's So Sweet About Sweet Sixteen», «I'm Gonna Quit While I'm Ahead» and «My Guiding Angel». Dos de esas canciones, «I Want a Boy» lanzada en agosto de 1961, y «I'm Gonna Quite While I'm Ahead», lanzada en enero de 1962, fueron editados por Colpix como los dos primeros singles, atribuidos a Ronnie and the Relatives.
Mientras los dos singles fracasaban en la lista Billboard Top 100, el grupo continuó buscando el éxito. En 1961 Ronnie and the Relatives aparecieron en televisión por primera vez en el Peppermint Lounge en Nueva York. Era el momento cumbre de la era del twist y Nedra y Ronnie necesitaban disfrazarse para entrar debido a que no tenían la edad mínima de admisión en el club. La madre de las chicas les enseñó como maquillarse y peinarse para poder aparentar que tenían por lo menos 23 años de edad. Cuando llegaron por primera vez al club, el encargado salió a buscar al grupo de chicas que iban a bailar para Joey Dee and the Starliters, por error el encargado confundió a Ronnie, Estelle y Nedra con las chicas que estaba buscando, ellas le siguieron y fueron llevadas hasta el escenario para bailar mientras el grupo tocaba. Durante el show David Brigati, uno de los Starliters, acercó el micrófono a Ronnie y ella comenzó a cantar la canción «What'd I Say» de Ray Charles.
Después de aquella noche Ronnie and the Relatives comenzaron a actuar permanentemente en Peppermint Lounge, ganando 10 dólares por noche cada una de ellas por bailar twist y cantar alguna canción durante el espectáculo. Fue durante esta época cuando el grupo cambió su nombre de Ronnie and the Relatives por el de las Ronettes.
Ya como las Ronettes, volaron hasta Miami para abrir la sucursal de Peppermint Lounge en la ciudad. Through May, una compañía subsidiaria de Colpix Records, el sello que editó los dos primeros singles, editó «Silhouettes» y reeditó «I'm Gonna Quit While I'm Ahead» en abril y junio de 1962 respectivamente. Ambos singles fracasaron en las listas de ventas.
Después de la inauguración de Miami Peppermint Lounge, el locutor de radio Murray The K fue hasta el backstage y se presentó a las Ronettes. Él quería que las chicas comenzaran a aparecer en sus espectáculos en el Brooklyn Fox en Nueva York, ellas lo hicieron en 1962. Las Ronettes comenzaron a ser habituales en el Brooklyn Fox, apareciendo como las "Dancing Girls" de Murray the K pero después comenzaron a ser las suplentes de las cantantes de otros espectáculos y después haciendo su propio espectáculo para finales de 1962.
Durante sus días en el Brooklyn Fox fue cuando las Ronettes adquirieron su icónico look. Comenzaron a usar maquillaje exagerado y a cardarse el pelo. «Nos parecíamos guapas cuando salíamos al escenario», declaró Ronnie, «y a los chicos les encantaba».
Colpix editó el último single de las Ronettes en la discográfica May en marzo de 1963. La canción, «Good Girls» falló en las listas de ventas. Cansadas de su falta de éxito en Colpix Records, las chicas decidieron que era el momento de buscar otro estudio.

## Phil Spector y Philles Records (1963-1966)
A principios de 1963, hartas de Colpix Records y la falta de éxito del grupo, Estelle llamó al productor Phil Spector para hablarle de las Ronettes y de como les gustaría hacer una audición para él. Spector aceptó y conoció a las chicas en los estudios Mira Sound en Nueva York. Más tarde Spector confesó a Ronnie que ya las había visto en el Brooklyn Fox muchas veces y que estaba impresionado por sus actuaciones. En la audición, Spector se sentó al piano mientras el grupo comenzaba a cantar «Why Do Fools Fall in Love», de pronto saltó del asiento y gritó «¡Eso es! ¡Eso es! ¡Es la voz que estaba buscando!»
Después del éxito en la audición Spector decidió firmar al grupo. En un principio él quería contratar a Ronnie en solitario, hasta que la madre de ella le advirtió que debía contratar a las Ronettes al completo o no habría trato. Él aceptó fichar al grupo al completo y dio instrucciones a la madre de Ronnie de que informara a Colpix Records de que las chicas se habían retirado del mundo del espectáculo para que la compañía les liberase de su contrato. En marzo de 1963 el grupo firmaba oficialmente con la discográfica de Phil Spector, Philles Records.
La primera de la canción de las Ronettes ensayada y grabada con Phil Spector fue una canción de Spector, Jeff Barry y Ellie Greenwich, llamada «Why Don't The Let Us Fall in Love?». Fueron llevadas a California para grabar un disco pero una vez que estuvo completado Spector se negó a publicarlo. Ellas grabaron más canciones para Spector, incluyendo versiones de «The Twist», «The Wah Watusi», «Mashed Potato Time» y «Hot Pastrami». Estas cuatro canciones fueron editadas, pero fueron atribuidas a The Crystals en su LP The Crystals Sing The Greatest Hits, Volume 1, editado por Philles Records.

### «Be My Baby»

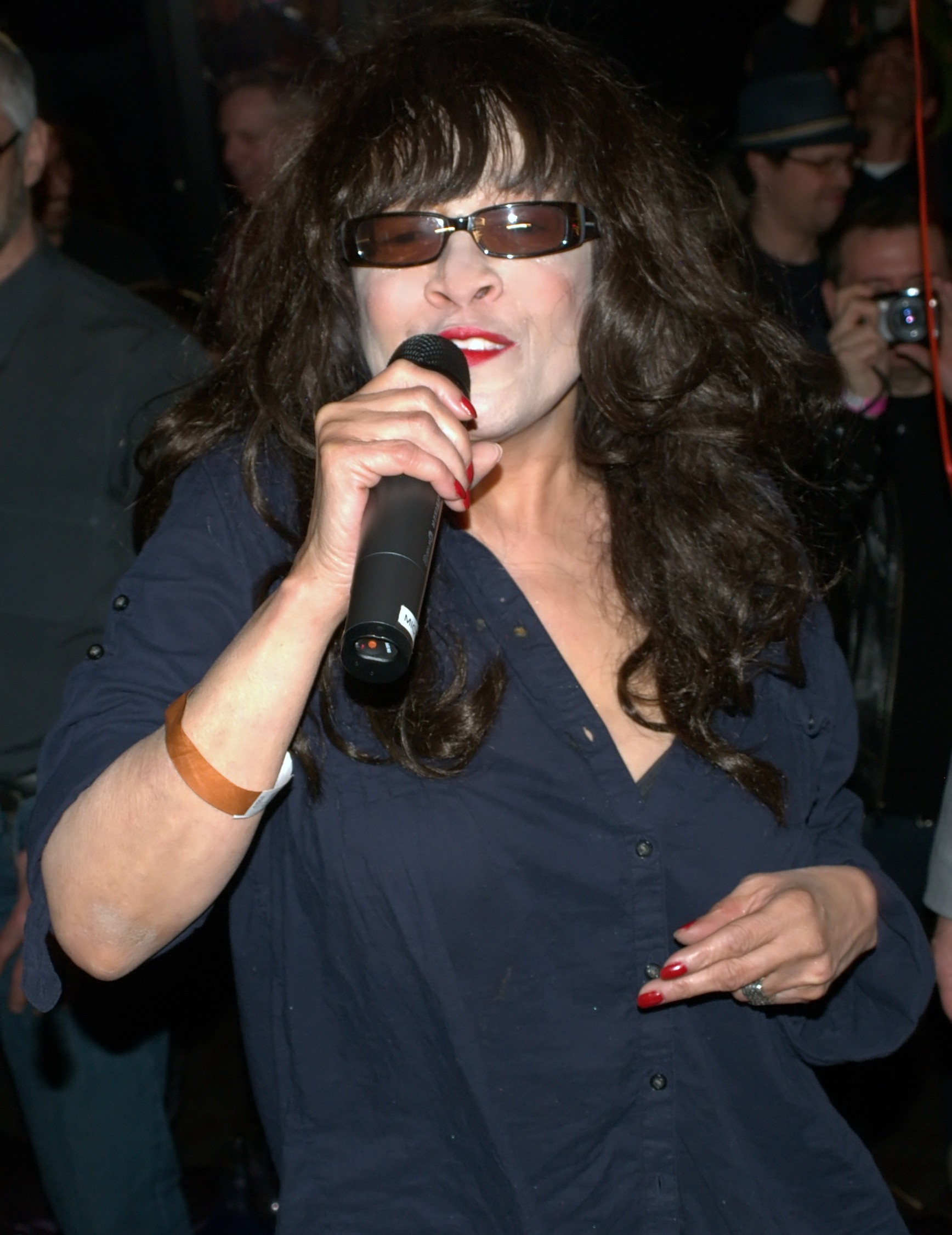
Ronnie Spector Cantando "Be my Baby" en 2010 a Michael Musto.

Después de que se negaran a publicar su primer disco y con cuatro de sus canciones siendo atribuidas a otro grupo, las Ronettes empezaron a trabajar en la canción «Be My Baby» de Phil Spector, Jeff Barry y Ellie Greenwich. Las Ronettes grabaron «Be My Baby» en julio de 1963 y fue lanzada en agosto. Para el otoño de ese mismo año ya se había convertido en todo un éxito, alcanzando el número dos en la lista Billboard Top 100. «Nuestras vidas sufrieron un giro de 180 grados», declaró Ronnie, «Todas las cosas que habíamos soñado se estaban convirtiendo por fin en realidad.»
«Be My Baby» se convirtió en éxito rotundo para las Ronettes, las radios la pusieron constantemente durante el otoño de 1963 y las Ronettes fueron invitadas a participar en una gira por todo el país con Dick Clark. «Be My Baby» inspiró a toda una legión de fanes de las Ronettes, incluyendo a Brian Wilson de The Beach Boys, quien escribió «Don't Worry Baby» como un tributo al grupo.
La canción también es famosa por ser la primera grabación de Cher, quien participó en los coros con Estelle y Nedra. Cher en ese momento era la novia de Sonny Bono (quien estaba trabajando para Phil Spector) y le ofrecieron unirse a los coros de la canción cuando una de las cantantes no apareció en la grabación. "«Be My Baby» fue la primera canción que grabé", escribió Cher, "...Salí y me coloqué delante de un gran altavoz y canté "be my, be my baby" con las Ronettes y las demás cantantes."

### «A Christmas For You»
Las tres Ronettes junto con el resto de los artistas que habían firmado con Phil Spector en 1963, le ayudaron a completar su clásico instantáneo A Christmas Gift for You. Las Ronettes grabaron tres canciones para el álbum: «I Saw Mommy Kissing Santa Claus», «Sleigh Ride» y «Frosty the Snowman». Todos los artistas cantaron en la última canción del álbum, «Silent Night», el cual comienza con un mensaje grabado por Phil Spector agradeciendo a todo el mundo por comprar el álbum.

### Gira por Inglaterra, «Breakin' Up», y «Do I Love You?»
Las Ronettes comenzaron su primera gira por Inglaterra en junio de 1964 donde causaron un gran impacto desde el principio. «Debíamos ser un cuadro en la sala de espera del aeropuerto de Heathrow", confesó Ronnie, "tres chicas negras americanas, sentadas con sus piernas cruzadas de la misma manera, las tres idénticas, peinados enormes... cuando apareció nuestro joven botones no pudo evitar sonreír.»
En su primera noche en Inglaterra llevaron a las Ronettes a una fiesta en la casa de Tony Hall donde fueron presentadas a The Beatles. Tras un pequeño romance, Ronnie y John Lennon fueron amigos hasta la muerte de Lennon. Estella también salió con George Harrison. Pero para Ronnie una de las cosas más emocionantes del viaje fue conocer a Keith Richards de The Rolling Stones, que fueron los teloneros de las Ronettes en su gira inglesa. El placer fue mutuo para Richards, quien escribió de su relación con Ronnie: "La primera vez que fui al cielo fue cuando me desperté junto a Ronnie Bennett sonriendo. Éramos críos. No fue nada más que eso."
Cuando las Ronettes volvieron a casa después de su gira por Inglaterra, fueron directamente al estudio a grabar «Keep on Dancing» y «Girls Can Tell», dos canciones escritas por Jeff Barry, Ellie Greenwich y Phil Spector. La grabación de «Keep on Dancing» es famosa sobre todo porque Ronnie, Nedra y Estelle cantaban al unísono, pero Spector rechazó editar el single. En esta época, The Crystals también grabaron una versión de «Girls Can Tell» que tampoco fue publicada.
«(The Best Part of) Breakin' Up» fue grabada después por las Ronettes. De acuerdo con Ronnie, Phil Spector estaba especialmente entusiasmado con la canción. "Cuando Phil amaba a una canción como amaba «(The Best Part of) Breakin' Up», escribió Ronnie, "él podía trabajar en ella durante días sin ni siquiera cansarse." Editada en abril de 1964, la canción no funcionó tan bien como los dos singles anteriores del grupo, a pesar de ello consiguió entrar en la lista BillBoard Top 40.
En junio de 1964, el siguiente single del grupo, «Do I Love You?», fue lanzado, también entrando en el Top 40, quedándose cinco puestos por encima de su anterior single. La canción sobre todo es famosa por su poderosa introducción instrumental acompañada de pitos y palmas.

### «Walking in the rain»
Cuando la Invasión británica estaba en su punto álgido en la escena musical norteamericana en 1964, las Ronettes fueron uno de los pocos grupos que consiguieron mantenerse en el candelero. El grupo había hecho amistad con los Beatles cuando ellas fueron a Inglaterra de gira en enero de 1964, incluso John Lennon les pidió que les acompañaran en su primer vuelo a Estados Unidos el 7 de febrero de 1964, aunque Phil Spector no dejó a las Ronettes hacerlo.
Durante 1964 las Ronettes aparecieron en un gran número de programas televisivos, tales como American Bandstand, Hullabaloo y en el inglés Ready, Steady, Go. Mientras la popularidad de otros grupos (The Crystals, The Marvelettes o The Angels) comenzaba a disminuir, la de las Ronettes continuó aumentando.
En el verano de 1964, Ronnie entró en el estudio a grabar la voz principal del siguiente single del grupo, «Walking in the rain». Ronnie más tarde declaró que los compositores (Phil Spector, Barry Mann y Cynthia Weil) estuvieron ajustando la letra hasta justo el momento en que grabó la canción. Ronnie cuenta que Phil Spector le colocó unos auriculares y le dijo que escuchara atentamente. «Todo estaba en silencio», escribió más tarde, «entonces de pronto escuché estruendo, como si hubiera un trueno llegando de cada esquina del estudio.» El trueno fue usado para la introducción de la canción y tenía un importante protagonismo dentro de la canción, la única que Ronnie grabó en una sola toma.
«Walking in the rain» se convirtió en el single del grupo con más éxito desde que «Be My Baby» fue editado un año antes, alcanzando el número 23 en la lista Billboard 100. También fue la única canción producida por Phil Spector que ganó un premio Grammy.
Después del exitoso lanzamiento de «Walking in the rain», Philles Records editó el primer álbum de estudio del grupo, Presenting the Fabulous Ronettes featuring Veronica, a finales de 1964. El álbum obtuvo un moderado éxito, alcanzando el número 96 en la lista Billboard, pero es famoso por ser la primera demostración de la campaña de Phil Spector en favor de Veronica "Ronnie" Bennett, en detrimento de Estelle y Nedra. Todos los singles de las Ronettes a partir de entonces fue acreditado al grupo como "The Ronettes featuring Veronica".

### Perdida de popularidad
Con el éxito de «Walking in the rain» la popularidad de las Ronettes alcanzó su punto más alto. En febrero de 1965, Philles Records lanzó el siguiente single del grupo, «Born to be together», que llegó únicamente al puesto 52 en la lista Billboard 100.
A lo largo del año siguiente, las Ronettes grabaron un gran número de canciones que Phil Spector se negó a editar. Muchos lo atribuyen a las inseguridades de Spector y a su amor por la cantante principal del grupo, Ronnie. Mientras la popularidad de las Ronettes se iba haciendo más y más grande, la relación entre Ronnie y Spector se fue haciendo más seria, hasta el punto de que ambos estaban viviendo juntos. Entonces Spector decidió que no quería que Ronnie y las Ronettes fueran tan populares, por el miedo de que algún día ella pudiera dejarle. Por lo tanto, él intentó boicotear la carrera al estrellato del grupo, no lanzando ninguno de los discos que las Ronettes debían grabar por contrato. Esto permitió que el grupo de la Motown The Supremes alcanzará la popularidad y eclipsar a las Ronettes, convirtiéndose en el grupo de chicas más popular en la historia de la industria musical.
Entras las canciones que las Ronettes grabaron durante este periodo de tiempo y no fueron editadas están "Paradise", "Everything Under the Sun" y "I Wish I Never Saw the Sun Shine". Las tres canciones fueron versionadas por otros artistas como The Shangri-Las, The Supremes y Ike y Tina Turner, entre otros.
Quizá su pérdida más grande fue la canción de Spector, Jeff Barry y Ellie Greenwich "Chapel of Love", que las Ronettes grabaron a principios de 1964. Ellas fueron a grabar la canción pero Spector se negó a publicarla como single. Su versión de la canción se llegó a publicar en su LP con Philles Records, pero para entonces The Dixie Cups un grupo de chicas negras habían logrado una gran notoriedad gracias a ella. "Nosotras creíamos que era una canción tan buena que prácticamente suplicamos a Phil Spector para que la publicara" escribió más tarde Ronnie Spector. "Entonces la versión de The Dixie Cups salió y fue un bombazo. Fue un N°1 en la lista de Billboard en 1964. Fue tan lamentable y deprimente..."
En junio de 1965, el siguiente single de las Ronettes, "Is This What I Get For Loving You?" fue publicado, convirtiéndose sólo en un éxito menor, llegando al puesto 75 de la lista Billboard 100. Pero la canción fue lo suficientemente popular como para asegurar al grupo apariciones en programas de televisión como Hullabaloo y Shivaree, pero fracasó en su objetivo de convertirse en un éxito del top 10, especialmente cuando The Supremes alcanzaron su quinto número uno consecutivo con su disco "Back in My Arms Again".
"Is This What I Get For Loving You?" es remarcable porque es la primera canción de las Ronettes que habla de una ruptura y la tristeza que produce el fin de una relación. Los singles anteriores del grupo habían tratado siempre sobre temas positivos, canciones de amor con letras pegadizas. Este cambio de orientación en las letras fue visto como un intento de dar a las Ronettes una imagen más adulta y madura. Desafortunadamente, la idea no funcionó tan bien como se esperaba.
También se ha hablado que el motivo del declive de las Ronettes fue que Phil Spector no le gustaba la promoción del grupo, lo cual incrementaba sus inseguridad con respecto a la relación entre él y Ronnie.
También hubo problemas internos en el grupo. «También hay que recordar que Nedra y Estelle estaban en un segundo plano mientras todos los focos me apuntaban a mi», escribió Ronnie. «Yo fui la que voló hasta California a grabar la voz principal de nuestros discos. Yo era a la que querían entrevistar en las radios. Y yo era la chica de la que el productor estaba enamorado, lo que significaba que yo recibía toda clase de parabienes, lo que volvía locas al resto.»
«El mundo del espectáculo es como una jungla, odiaba esa parte del negocio», Nedra Telly declaró. «Odiaba ser presionada para grabar el siguiente disco y el sentimiento de decepción si no lo lográbamos. Había una presión continua sobre nosotras que desde mi punto de vista no era justa. Por mi personalidad no me gustaban esas cosas.» El distanciamiento de Nedra con el mundo del espectáculo en parte también fue producido por su deseo de contraer matrimonio y establecer un hogar con su novio, el DJ Scott Ross.

### Teloneras de The Beatles
Después de que «Is This What I Get for Loving You?» fuera publicado en junio de 1965 pasó casi un año hasta que el siguiente single del grupo fuera lanzado. «I Can Hear Music», escrita por Phil Spector, Jeff Barry y Ellie Greenwich, fue publicado en octubre de 1966, casi quedando fuera de la lista Billboard 100 pero llegó justo al puesto 100 y duró solo una semana. La canción fue versionada por The Beach Boys en 1969 con un gran éxito.
Incluso sin tener un éxito reciente, el grupo continuó haciendo apariciones en clubs de moda y en programadas de televisión, obteniendo portadas en las revistas musicales y saliendo en el programa The Big TNT Show que fue producido por Phil Spector, el programa consistía en un concierto grabado y emitido como una película de TV.
En agosto de 1966 las Ronettes se unieron a los Beatles para una gira a través de Estados Unidos de catorce días de duración. Phil Spector se enfadó tanto cuando Ronnie expresó su deseo de acompañar a Estelle y Nedra en la gira que ella se vio forzada a quedarse en California con él mientras la prima de ellas, quien anteriormente había pertenecido al grupo, ocupaba su lugar en la gira. Una foto publicada en noviembre de 1966 en un número del Ebony Magazine mostraba a Nedra Tally como cantante principal, mientras que Estella y Elaine se encontraban detrás haciendo los coros.

## El comienzo de la separación
Después del final de la gira con los Beatles y del fracaso del single «I Can Hear Music», las Ronettes hicieron una gira por Alemania a principios de 1967, después de la cual decidieron separarse y seguir caminos diferentes. Justo después Nedra Talley se casó con su novio Scott Ross, Ronnie se casó con Phil Spector y Estelle Bennet se estableció con Joe Dong, su novio de toda la vida.
De acuerdo con sus declaraciones, Phil Spector mantenía a Ronnie casi como a una prisionera en su mansión de 23 habitaciones en California. La llevó únicamente una vez al estudio durante su matrimonio. Durante esta sesión, que tuvo lugar a principios de 1969 en los estudios de A&M Records, ella grabó «You Came, You Saw, You Conquered!». La canción fue publicada en marzo de 1969, sin conseguir ninguna notoriedad en las cadenas de radios que en ese momento estaba radiando música más del estilo de Janis Joplin y Grace Slick.
A finales de 1969, Ronnie y Estelle fueron invitadas al estudio por Jimi Hendrix para grabar los coros de «Earth Blues». Su trabajo en la canción hizo que las Ronettes aparecieran en los créditos del LP Rainbow Bridge.

### El breve retorno de las Ronettes
Ronnie abandonó a Phil Spector el 2 de junio de 1972 y se divorció de él poco después. Ella intentó recuperar su carrera y decidió reunir a las Ronettes. Desafortunadamente Nedra no tenía interés por volver al grupo y Estelle no podía soportar mentalmente volver a actuar. Ronnie después de la negativas de Nedra y Estelle, las remplazó por Chip Fields y Denise Edwards. Ronnie, Chip y Denise grabaron algunas canciones para Buddha Records a mediados de los años setenta, una de ellas era una versión de «I Wish I Never Saw the Sun Shine», una canción que Ronnie primero había grabado en 1965 pero Phil Spector se había negado a publicar.
La temporada en Buddha Records tampoco tuvo el éxito esperado, a pesar de ello el grupo hizo varias giras durante la década de los setenta, aunque al final de la misma Ronnie abandonó la idea de seguir con las Ronettes y decidió proseguir su carrera en solitario.

## Premios y reconocimientos
La influencia de The Ronettes en la música ha sido importante. Además de Brian Wilson de The Beach Boys, Billy Joel y Bruce Springsteen han citado a Ronnie Bennet como influencia. Recientemente, su estilo a la hora de vestir ha sido imitado por la popular cantante británica y ya fallecida Amy Winehouse.
The Ronettes fueron introducidas en el 2004 al Salón de la Fama de los Grupos Vocales. Se cree que Phil Spector en su cargo como miembro del consejo superior evitó deliberadamente que The Ronettes fuesen nominadas para el Salón de la Fama del Rock, aunque tenían la calidad de elegibles desde hace ya un considerable periodo de tiempo. Entre los posibles motivos se encuentran que Phil y Ronnie pasaron por un agrio divorcio y que, además, el grupo tuvo una infructuosa demanda contra Spector por regalías de la banda. The Ronettes hizo finalmente ingreso al salón de la fama el 12 de marzo de 2007 luego de que Spector se viera involucrado en un juicio por asesinato perdiendo así parte de su influencia. La ceremonia de ingreso se hizo en el Hotel Waldorf-Astoria de Nueva York. Keith Richards, guitarrista de los Rolling Stones, quien abiertamente se declarara un fanático de la agrupación, fue quien las introdujo en la ceremonia. Ronnie Bennett y Nedra Talley interpretaron «Baby I love you», «Walking in the rain» y «Be my baby». Estelle Bennet estuvo presente en la ceremonia pero sin actuar.